# 伊尔博诺
伊尔博诺（義大利語：Ilbono），是意大利撒丁大区努奥罗省的一个市镇。总面积30.91平方公里，人口2251人，人口密度72.8人/平方公里（2009年）。ISTAT代码为105008。